# جوزپه گرکو (بازیکن فوتبال، زاده ۱۹۵۸)
جوزپه گرکو (انگلیسی: Giuseppe Greco؛ زادهٔ ۱۹ مارس ۱۹۵۸) بازیکن فوتبال اهل ایتالیا است.
از باشگاه‌هایی که در آن بازی کرده‌است می‌توان به باشگاه فوتبال آسکولی، باشگاه ورزشی لاتزیو، باشگاه فوتبال تورینو، باشگاه فوتبال لچه، و باشگاه فوتبال بولونیا اشاره کرد.
وی همچنین در تیم‌های ملی فوتبال زیر ۲۰ سال ایتالیا و زیر ۲۱ سال ایتالیا بازی کرده‌است.